# 绮蛳螺
绮蛳螺（学名：Epitonium scalare），又名梯螺、小梯螺，是海蛳螺科海蛳螺属的一种。海蛳螺科舊屬异腹足目，今屬新進腹足類翼舌目。

## 分佈
本物種見於马来西亚、印度尼西亚、中国大陆的黃渤海及東中國海、台湾的澎湖群島，常栖息在潮下带浅海沙底。

## 形態特徵
成年绮蛳螺的殼長為25 mm 到 72 mm，殼高約40 mm 到 60 mm。
许多海蛳螺属物种的壳非常吸引人，并且其结构很有趣。然而绮蛳螺这个物种特别吸引人的原因部分是因为和大部分同属的物种相比，它的体积较大，而且还因为螺旋环本身并不相互接触，只是靠肋才连接在一起。
由于绮蛳螺的外壳如此精美，因此在18世纪的收藏家认为它的价值超过了红宝石，可以与金子媲美，并和钻石镶嵌在一起。在當時塔斯卡尼的科西莫三世·德·美第奇也擁有一枚這樣的貝殼。
這些不尋常地小型的原始形狀棲息在他們居住的海洋區域的歐洲海岸的沙和泥質海底藻類。它與凸肋特性殼可以特別是在春季和初夏看到。
它代表了一點點特殊類型的雌雄同體，即起初為雄性，到了生育期會轉變成為雌性。產卵期分為六月和七月。巢由泥或沙覆蓋。之後他們九天孵化成幼蟲。

## 外部連結
維基物種上的相關：绮蛳螺